# Episodi di Go On
La prima e unica stagione della serie televisiva Go On è stata trasmessa dal canale televisivo statunitense NBC a partire dall'11 settembre 2012, dopo la messa in onda in anteprima dell'episodio pilota avvenuta l'8 agosto 2012. Il finale di stagione è stato trasmesso l'11 aprile 2013.
In Italia non è ancora stata trasmessa.
| nº | Titolo originale                     | Prima TV USA      |
| -- | ------------------------------------ | ----------------- |
| 1  | Pilot                                | 8 agosto 2012     |
| 2  | He Got Game, She Got Cats            | 11 settembre 2012 |
| 3  | There's No "Ryan" In Team            | 18 settembre 2012 |
| 4  | Bench-Clearing Bawl                  | 25 settembre 2012 |
| 5  | Do You Believe in Ghosts...Yes!      | 2 ottobre 2012    |
| 6  | Big League Chew                      | 9 ottobre 2012    |
| 7  | Any Given Birthday                   | 23 ottobre 2012   |
| 8  | Videogame, Set, Match                | 13 novembre 2012  |
| 9  | Dinner Takes All                     | 20 novembre 2012  |
| 10 | Back, Back, Back... It's Gone        | 27 novembre 2012  |
| 11 | The World Ain't Over 'Till It's Over | 4 dicembre 2012   |
| 12 | Win at All Costas                    | 2 gennaio 2013    |
| 13 | Gooooaaaallll Doll!                  | 15 gennaio 2013   |
| 14 | Comeback Player of the Year          | 22 gennaio 2013   |
| 15 | Pass Interference                    | 29 gennaio 2013   |
| 16 | Go Deep                              | 19 febbraio 2013  |
| 17 | Ring and a Miss                      | 26 febbraio 2013  |
| 18 | Double Down                          | 5 marzo 2013      |
| 19 | Go For The Gold Watch                | 19 marzo 2013     |
| 20 | Matchup Problems                     | 26 marzo 2013     |
| 21 | Fast Breakup                         | 4 aprile 2013     |
| 22 | Urn-ed Run                           | 11 aprile 2013    |